# Kinneret (moszaw)
Kinneret (hebr.: כנרת) – moszawa położona w samorządzie regionu Emek ha-Jarden, w Dystrykcie Północnym, w Izraelu. Leży na zachodnim brzegu Jeziora Tyberiadzkiego w Dolnej Galilei.

## Historia
Moszaw został założony w 1908.

## Gospodarka
Gospodarka moszawu opiera się na intensywnym rolnictwie i turystyce.